# Dan Williamson
Daniel Hunter Williamson (født 30. marts 2000 i Auckland, New Zealand) er en newzealandsk roer og olympisk guldvinder.
Williamson var med i den newzelandske otter, der vandt guld ved OL 2020 i Tokyo. Resten af bådens mandskab blev udgjort af Hamish Bond, Tom Mackintosh, Tom Murray, Michael Brake, Phillip Wilson, Shaun Kirkham, Matt Macdonald og styrmand Sam Bosworth. Newzealænderne sikrede sig guldet efter en finale, hvor de kom i mål 0,96 sekunder før sølvvinderne fra Tyskland og 1,09 sekunder foran Storbritannien, der vandt bronze.

## OL-medaljer
- 2020:  Guld i otter